# Jim VandeHei
James "Jim" VandeHei (Oshkosh, 12 de febrero de 1971)es un periodista y hombre de negocios norteamericano, cofundador y CEO de Axios.Fue cofundador y exdirector ejecutivo de Politico, un periódico estadounidense de política. Anteriormente, fue reportero en The Washington Post, donde trabajó como corresponsal de la Casa Blanca. 

## Biografía
VandeHei se graduó en Periodismo y Ciencias Políticas en la Universidad de Wisconsin-Oshkosh el 1994.
Se interesó por el periodismo después de cubrir los deportes para Oshkosh Daily Northwestern y luego siguió en The Brillion News durante el verano de 1993.
VandeHei se mudó a Washington en 1995 para labrarse una carrera en el periodismo político. Su primer trabajo fue la presentación de informes sobre la industria de los combustibles alternativos para New Fuels Report, un boletín semanal. En 1996, VandeHei comenzó a escribir para Inside the New Congress, un boletín semanal ya desaparecido que cubría la Cámara y el Senado.
En 1999 el Wall Street Journal contrató a VandeHei para cubrir el Capitolio. Fue nombrado corresponsal de la Casa Blanca para The Journal en 2000, y cubrió el primer año de la administración del presidente George W. Bush.
En 2002, The Washington Post ofreció a VandeHei cubrir el Congreso, y lo aprovechó para cubrir la lucha por la nominación demócrata en 2004, seguido de la elección general.
Editor de Político, el proyecto fue iniciado por VandeHei y John F. Harris. A los dos se le ocurrió la idea de lanzar Político durante una serie de conversaciones informales en el verano de 2006 con Mike Allen. VandeHei y Harris dejaron sus respectivos cargos en noviembre de 2006 para iniciar el nuevo proyecto junto a Robert L. Allbritton y Frederick J. Ryan Jr., editor y director general, respectivamente, de Político.
VandeHei está casado con Hanna VandeHei, una consultora política que trabaja para el desarrollo de organizaciones sin fines de lucro. Tienen dos hijos, Sofía y Santiago, y residen en Alexandria, Virginia
En sus últimos tiempos en Político, dirigió la línea editorial y supervisó la estrategia de negocio. Dicho periódico recibe unas 3 millones de visitas de usuarios únicos al mes y se distribuye a más de 30.000 funcionarios gubernamentales de alto nivel, grupos de presión y profesionales de la política. También colabora como analista político en el programa “Morning Joe” de la MSNBC. Fue co-moderador de dos debates presidenciales televisados durante la campaña del 2008, para la CNN y la MSNBC.
 Actualmente trabaja en Axios, un medio del que es CEO y cofundador.